# كليرفال (كيبك)
كليرفال (بالإنجليزية: Clerval, Quebec)‏ هي بلدية محلية في كيبيك تقع في كندا في Abitibi-Ouest Regional County Municipality. يقدر عدد سكانها بـ 364 نسمة ومساحتها 129.70 كم2 .